# Jean Racine
Jean Racine (22. prosinca 1639. – 21. travnja 1699.), francuski dramatičar, jedan od "velike trojice" 17. stoljeća u Francuskoj (ostala dva su Moliere i Corneille). Pisao je uglavnom tragedije, a potkraj života i jednu komediju.

## Život
Rodio se u La Ferté-Milon, ostao je bez roditelja s tri godine i klasično obrazovanje ljubaznosti je primio od svoje bake. Maturirao je u Port-Royalu, kršćanskoj ustanovi koja je imala velik utjecaj na njegove suvremenike, uključujući i Blaisea Pascala. Očekivalo se da će studirati teologiju, ali se posvetio kazalištu i preselio se u Pariz. Njegove prve dvije tragedije, Thébaide (1664.) i Alexandre (1665.), su imale klasične teme, ali su već bile kontroverzne, napadajući optužbe da zagađuje umove svoje publike. Nastavio je s tragedijom Andromaque (Andromaha, 1667.) u kojoj piše o Andromahi, Hektorovoj udovici, i njezinoj sudbini nakon Trojanskog rata. Dotada je stekao mnoge neprijatelje, uključujući Pierrea Corneillea i njegovog brata Thomasa. Dramatičari su se često natjecali pišući različite verzije iste teme: na primjer, Michel le Clerc je napisao Iphigénie (Ifigeniju) iste godine kad i Racine (1674.); Jacques Pradon je također napisao Phedre (Fedru) kad i Racine (1677.). Uspjeh Pradonova djela je uzrokovao prekid Racineovog dramskog rada.
Ipak, incident, zbog kojeg je Racine otišao iz javnog života, je imao zaplet skandalom na sudu 1679. U to vrijeme se oženio. Kad se vratio kazalištu, na zahtjev Madame de Maintenon, ljubavnice Luja XIV., napisao je moralne priče Esther (1689.) i Athalie (1691.), obje temeljane na starozavjetnim pričama, a izvedene su pred učenicima škole Saint-Cyr.
Jean Racine je umro 1699. i pokopan je u crkvi St. Etienne-du-Mont u Parizu.